# كام لي
كام لي (بالإنجليزية: Kam Lee)‏ هو مغني أمريكي، ولد في 31 أكتوبر 1966.

## وصلات خارجية
- كام لي على موقع ميوزك برينز (الإنجليزية)
- كام لي على موقع ديسكوغز (الإنجليزية)